# Kevin Cooper
Pour les articles homonymes, voir Cooper.
Kevin Lee Cooper, né le 8 février 1975 à Derby (Angleterre), est un joueur puis entraîneur de football anglais.

## Palmarès
- Champion d'Angleterre de D2 en 2004 avec Norwich City.